# 源馬謙太郎
源馬 謙太郎（げんま けんたろう、1972年12月21日 - ）は、日本の政治家。立憲民主党所属の衆議院議員（3期）。元静岡県議会議員（2期）。立憲民主党国際局長。

## 来歴
現在の浜松市中央区舞阪町に塩辛を中心とした水産食品会社「源馬」（1911年創業）の長男として生まれ、父は同社社長の源馬謙児である。静岡大学教育学部附属浜松小学校、静岡大学教育学部附属浜松中学校、国際基督教大学高等学校卒業。1996年3月、成蹊大学法学部政治学科卒業。同年4月、アメリカに留学。Centre College（ケンタッキー州）の3年に編入学し2年で卒業（国際関係学）。2000年6月、アメリカン大学（ワシントンD.C.）School of International Service修士課程にて「国際平和と紛争解決学」修士号取得。
帰国後、NGO日本紛争予防センター（現日本予防外交センター）に勤務。2001年4月、外務省の外部委託専門家として、カンボジアに派遣され、日本初の小型武器回収プロジェクトを立案。4年間プロジェクトマネージャーとして小型武器回収プロジェクトに従事。
2005年4月、松下政経塾に入塾（第26期生）。
2007年4月、静岡県議会議員選挙に浜松市東区選挙区から民主党公認で立候補し、県内最年少で初当選。2011年、再選。
2012年11月16日、県議を辞職。同年12月16日に衆院選に日本維新の会公認で静岡8区から出馬したものの自民現職の塩谷立に敗れ比例復活もならず落選した。
2014年12月14日の衆院選に静岡8区から維新の党公認、みんなの党推薦支持で立候補。再び比例復活もならず次点で落選。
2015年11月、政治活動の傍ら英語の技能で予備自衛官に合格。2016年11月4日、民進党静岡県第8区支部長を務める。
2017年10月の第48回衆議院議員総選挙に希望の党公認で立候補し、小選挙区では塩谷に敗れた。しかし希望の党が比例東海ブロックで5議席を獲得。5番目の惜敗率（77.09％）だった源馬は比例復活で初当選した。
2018年5月7日、民進党と希望の党の合流により結党された国民民主党に参加。
2020年9月10日に行われた旧立憲民主党と旧国民民主党の合流新党である「（新）立憲民主党」の代表選挙では、泉健太の推薦人に名を連ねた。同年9月17日、元衆議院議員の平賀高成が次期衆院選に向け静岡8区から共産党公認で立候補する意向を表明。
2021年10月13日、共産党は衆院選に向け、立憲民主党と競合する22の選挙区で候補者を取り下げる方針を発表。その中には静岡8区も含まれ、平賀は立候補を見送り、野党一本化が実現した。10月31日の第49回衆議院議員総選挙で静岡8区で初めて小選挙区での当選を果たし、再選。枝野幸男代表の辞任に伴う代表選挙（11月30日投開票）では小川淳也の推薦人に名を連ねた。
2024年9月23日に実施された代表選挙では野田佳彦の推薦人に名を連ねた。
2024年10月27日の第50回衆議院議員総選挙で静岡8区で3選。

## 政策・主張

### 憲法
- 憲法改正について、2017年のアンケートでは「どちらかといえば賛成」と回答[18]。2021年のアンケートでは「どちらとも言えない」と回答[19]。
- 憲法9条への自衛隊の明記について、2021年のアンケートで「どちらかといえば反対」と回答[20]。
- 憲法を改正し緊急事態条項を設けることについて、2021年の毎日新聞社のアンケートで回答しなかった[21]。

### 外交・安全保障
- 安全保障関連法の成立について、2017年のアンケートで「どちらとも言えない」と回答[18]。
- 「他国からの攻撃が予想される場合には敵基地攻撃もためらうべきではない」との問題提起に対し、2021年のアンケートで「どちらかと言えば反対」と回答[19]。
- 「北朝鮮に対しては対話よりも圧力を優先すべきだ」との問題提起に対し、2021年のアンケートで「どちらかと言えば反対」と回答[19]。
- 普天間基地の辺野古移設について、2021年のアンケートで「反対」と回答[19]。

### ジェンダー
- 選択的夫婦別姓制度の導入について、県議時代は「どちらかといえば反対」と主張[要出典]。2017年のアンケートでは「反対」と回答[18]。2021年のアンケートでは「賛成」と回答[19]。
- 同性婚を可能とする法改正について、2021年のアンケートで「賛成」と回答[20]。
- 「LGBTなど性的少数者をめぐる理解増進法案を早期に成立させるべきか」との問題提起に対し、「賛成」と回答[19]。
- クオータ制の導入について、2021年のアンケートで「どちらかといえば賛成」と回答[20]。

### その他
- 「原子力発電への依存度について今後どうするべきか」との問題提起に対し、2021年のアンケートで「下げるべき」と回答[20]。
- アベノミクスについて、2017年のアンケートで「どちらかといえば評価しない」と回答[18]。
- 安倍内閣による森友学園問題・加計学園問題への対応について、2017年のアンケートで「評価しない」と回答[18]。
- 森友学園への国有地売却をめぐる公文書改竄問題で、2021年5月6日、国は「赤木ファイル」の存在を初めて認めた[22]。しかし5月13日、菅義偉首相はファイルの存在を踏まえた再調査を行わない考えを報道各社に書面で示した[23]。9月の自民党総裁選挙で総裁に選出された岸田文雄も10月11日、衆議院本会議の代表質問で再調査の実施を否定した[24]。国の対応をどう考えるかとの問いに対し、2021年の毎日新聞社のアンケートで回答しなかった[21]。
- 外国人参政権については反対。
- 国勢調査において「世帯主」と「配偶者」が同性の場合エラーとカウントされ、「叔父や甥」などと同様の「その他の親族」と選別されることを問題視し、高市総務大臣と議論した[要出典]。
- 外務委員会ではカンボジアで行われた総選挙の際、与党が野党を選挙前に解党させて選挙に臨んだことを指摘し、他国は批判し選挙支援をしなかったのに対し日本が選挙支援を行ったことを問題だと指摘した[要出典]。
- ＡＫＢ商法について、使うものなのに規制するスプーンやレジ袋に対して、使わないプラスチック(特典のために大量購入されたCD)をこのまま放置するのは、環境省として、余りこれはよくないというメッセージをどんどん出していっていただきたいと述べた。

## 所属団体・議員連盟
- 日本の未来を創る勉強会[25]
- 子供の未来を考える議員連盟
- 自殺対策を推進する議員の会
- LGBTQに関する課題を考える議員連盟
- 土地家屋調査士制度推進議員連盟
- 人権外交推進議員連盟
- 対中政策に関する国会議員連盟
- 日華議員懇談会
- 日本・香港友好議員連盟
- ミャンマーの民主化を支援する議員連盟
- 日本・カンボジア友好議員連盟
- 日本・パレスチナ友好議員連盟
- 日本EU友好議員連盟
- 沖縄党米軍基地問題議員懇談会
- 日米総合安全保障議員協議会
- バスケットボール議員連盟
- 子どもへのワクチン接種とワクチン後遺症を考える超党派議員連盟[26]
- 人権外交を超党派で考える議員連盟 [27]

## 人物
- 尊敬する人物は、吉田松陰、西郷隆盛、安岡正篤、松下幸之助

## テレビ出演
- 外務省の広報番組、『ピースロードを行く』[28]。
  - カンボジアでの武器回収による平和構築活動をテレビで紹介。

## 選挙歴
| 当落 | 選挙                     | 執行日         | 年齢 | 選挙区           | 政党         | 得票数     | 得票率 | 定数 | 得票順位 /候補者数 | 政党内比例順位 /政党当選者数 |
| ---- | ------------------------ | -------------- | ---- | ---------------- | ------------ | ---------- | ------ | ---- | ------------------ | ---------------------------- |
| 当   | 2007年静岡県議会議員選挙 | 2007年4月8日   | 34   | 浜松市東区選挙区 | 民主党       | 2万8715票  | ーー   | 2    | 1/3                | /                            |
| 当   | 2011年静岡県議会議員選挙 | 2011年4月11日  | 38   | 浜松市東区選挙区 | 民主党       | 1万9806票  | ーー   | 2    | 1/3                | /                            |
| 落   | 第46回衆議院議員総選挙   | 2012年12月16日 | 39   | 静岡県第8区      | 日本維新の会 | 5万8928票  | 26.94% | 1    | 2/5                | 6/4                          |
| 落   | 第47回衆議院議員総選挙   | 2014年12月14日 | 41   | 静岡県第8区      | 維新の党     | 6万2798票  | 32.43% | 1    | 2/4                | 4/3                          |
| 比当 | 第48回衆議院議員総選挙   | 2017年10月22日 | 44   | 静岡県第8区      | 希望の党     | 7万8524票  | 39.26% | 1    | 2/3                | 5/5                          |
| 当   | 第49回衆議院議員総選挙   | 2021年10月31日 | 48   | 静岡県第8区      | 立憲民主党   | 11万4210票 | 55.82% | 1    | 1/2                | /                            |
| 当   | 第50回衆議院議員総選挙   | 2024年10月27日 | 51   | 静岡県第8区      | 立憲民主党   | 10万8212票 | 52.36% | 1    | 1/5                | /                            |